# Jainagar
Jainagar là một thành phố và là một khu vực quy hoạch (notified area) của quận Madhubani thuộc bang Bihar, Ấn Độ.

## Địa lý
Jainagar có vị trí 25°03′B 84°05′Đ / 25,05°B 84,08°Đ Nó có độ cao trung bình là 79 mét (259 feet).

## Nhân khẩu
Theo điều tra dân số năm 2001 của Ấn Độ, Jainagar có dân số 19.493 người. Phái nam chiếm 53% tổng số dân và phái nữ chiếm 47%. Jainagar có tỷ lệ 58% biết đọc biết viết, thấp hơn tỷ lệ trung bình toàn quốc là 59,5%: tỷ lệ cho phái nam là 67%, và tỷ lệ cho phái nữ là 48%. Tại Jainagar, 16% dân số nhỏ hơn 6 tuổi.